# Kapel (Heiloo)
Kapel is een buurtschap in de gemeente Heiloo in de Nederlandse provincie Noord-Holland. De buurtschap is gelegen ten zuiden van het dorp Heiloo, net ten noorden van Limmen, tegenover Westerzij. Hier is het bedevaartsoord Onze Lieve Vrouwe ter Nood gevestigd.

## Oesdom
Kapel heette eigenlijk Oesdom. Deze plaatsnaam komt al voor in 1083. De plaats heeft lang tot Limmen behoord, maar op 17 juni 1509 werd het toegevoegd aan de heerlijkheid Heiloo. De plaats werd in 1713 zwaar getroffen door de runderpest, de boeren zochten toen in het heilige water een genezing en zo werd de waterput weer opengebroken. Volgens de legende zou de waterput spontaan zijn ontsprongen.
Oesdom bleef nog lang de naam van de plaats maar in de 19e eeuw kwam er met de hernieuwde interesse ook de naam in Kapel (of toen ook wel Capel) steeds meer naar voren. In de eeuw die erop volgde werd dit de echte nieuwe naam voor de plaats. Maar zo af en toe wordt nog weleens Oesdom gebruikt.
Dorpen: Heiloo       Buurtschappen: Bollendorp · Kaandorp · Kapel · Oosterzij (deels)
Noord-Holland: Steden en dorpen      Nederland: Provincies · Gemeenten